# Psotnik
Psotnik es un elfo, "travieso," en la mitología polaca. Proviene de la palabra polaca "psot," que significa "travesura." Otras traducciones de psotnik son "bromista," "bufón," y "pequeño insecto de cuerpo blando, con piezas bucales masticadoras y sin alas o con dos pares". 